# Джизре
Джизре (тур. Cizre, курд. Cizîr) — город и район в провинции Ширнак (Турция), непосредственно к северу от сирийской границы. Основан эмиром Мосула в IX веке на искусственном острове посреди реки Тигр как Джазират-ибн-Омар.  Название города означает «остров» на арабском (جزيرة‎ Jazīra) и сирийском (ܓܙܝܪܐ Gzirā; ранее Газарта, сир. ܓܙܪܬܐ) языках. Основную часть населения составляют курды.
Али из Герата (начало XIII века) причислял Джазират к первым городам, основанным Ноем после всемирного потопа (в то время считалось, что Ноев ковчег закончил своё плавание в близлежащих горах Джуди). Вырос после того, как сюда перешло население из более древнего Безабде. Вплоть до конца XIX века Джизре обладал значительным христианским и иудейским населением; какое-то время здесь даже находилась резиденция патриарха Ассирийской церкви Востока. Попал в состав Османской империи в XVI веке. 
На рубеже XX и XXI веков сильно пострадал под натиском турецкой армии из-за борьбы курдов за независимость. В марте 2016 года турецкая армия провела в городе войсковую операцию, уничтожив более сотни предполагаемых боевиков Рабочей партии Курдистана.